# Еберхард IV фон Щюлинген
Еберхард IV фон Щюлинген (на немски: Eberhard IV von Lupfen Landgraf zu Stühlingen; † пр. 15 януари 1380) от род фон Лупфен, е граф на Лупфен, ландграф на Щюлинген, господар на Лангенщайн и бургграф на Тирол.

## Произход
Той е син на ландграф Еберхард III фон Лупфен-Щюлинген († сл. 1363) и съпругата му Кунигунда фон Розенег († сл. 1367), дъщеря на Хайнрих фон Розенег († 1335). Внук е на граф и ландграф Хуго фон Лупфен-Щюлинген († сл. 1327) и Анна фон Фрауенберг († сл. 1327). Парвнук е на граф и ландграф Еберхард I фон Лупфен-Щюлинген († сл. 1302) и графиня Аделхайд фон Цимерн († сл. 1293). Брат е на ландграф Хайнрих I фон Лупфен-Щюлинген.

## Фамилия
Еберхард IV фон Щюлинген се жени ок. 1370 г. за Урсула фон Хоенберг-Ротенбург († сл. 1380), вдовица на граф Вилхелм III фон Монфор-Брегенц († 1368), дъщеря на граф Хуго фон Хоенберг († 1354) и Урсула фон Пфирт († 1367). Те имат пет деца:
- Бернхард фон Лупфен
- Брун (Еберхард) фон Лупфен († пр. 21 септември 1439), женен I. пр. 15 април 1413 г. за Агнес фон Тюбинген († сл. 1413), дъщеря на пфалцграф Конрад II фон Тюбинген-Херенберг († 1382/1391) и графиня Верена фон Фюрстенберг-Баар († сл. 1391), II. за Маргарета фон Геролдсек († 26 май 1440), дъщеря на Конрад I фон Геролдсек († 1417) и Анна фон Урзлинген († сл. 1424)
- Конрад фон Лупфен
- Урсула фон Лупфен, омъжена за Бертолд фон Фалкенщайн
- Йохан I фон Лупфен-Щюлинген († между 5 септември и 28 септември 1436), граф на Лупфен и ландграф на Щюлинген, женен I. между 26 юли и 6 септември 1398 г. за Херцланда фон Раполтщайн († сл. 1400), II. 1408 г. за Елизабет фон Ротенбург († сл. 20 август 1420)